# Ugo Intini
Ugo Intini, né le 30 juin 1941 à Milan (Province de Milan) où il meurt le 12 février 2024, est un homme politique italien.

## Biographie

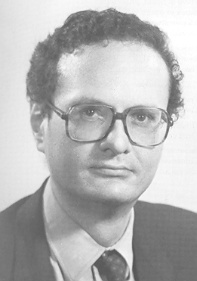
Ugo Intini en 1992.

Longtemps membre du Parti socialiste italien (PSI) et proche de Bettino Craxi, Ugo Intini est l'un des fondateurs d'un Parti socialiste en 1996, dont il est le premier secrétaire, avant de rejoindre les Socialistes démocrates italiens (SDI) en 1998.
Il est député de 1983 à 1994, secrétaire d'État aux Affaires étrangères de 2000 à 2001 et vice-ministre des Affaires étrangères de 2006 à 2008 dans le gouvernement Prodi.